# MZ ETZ

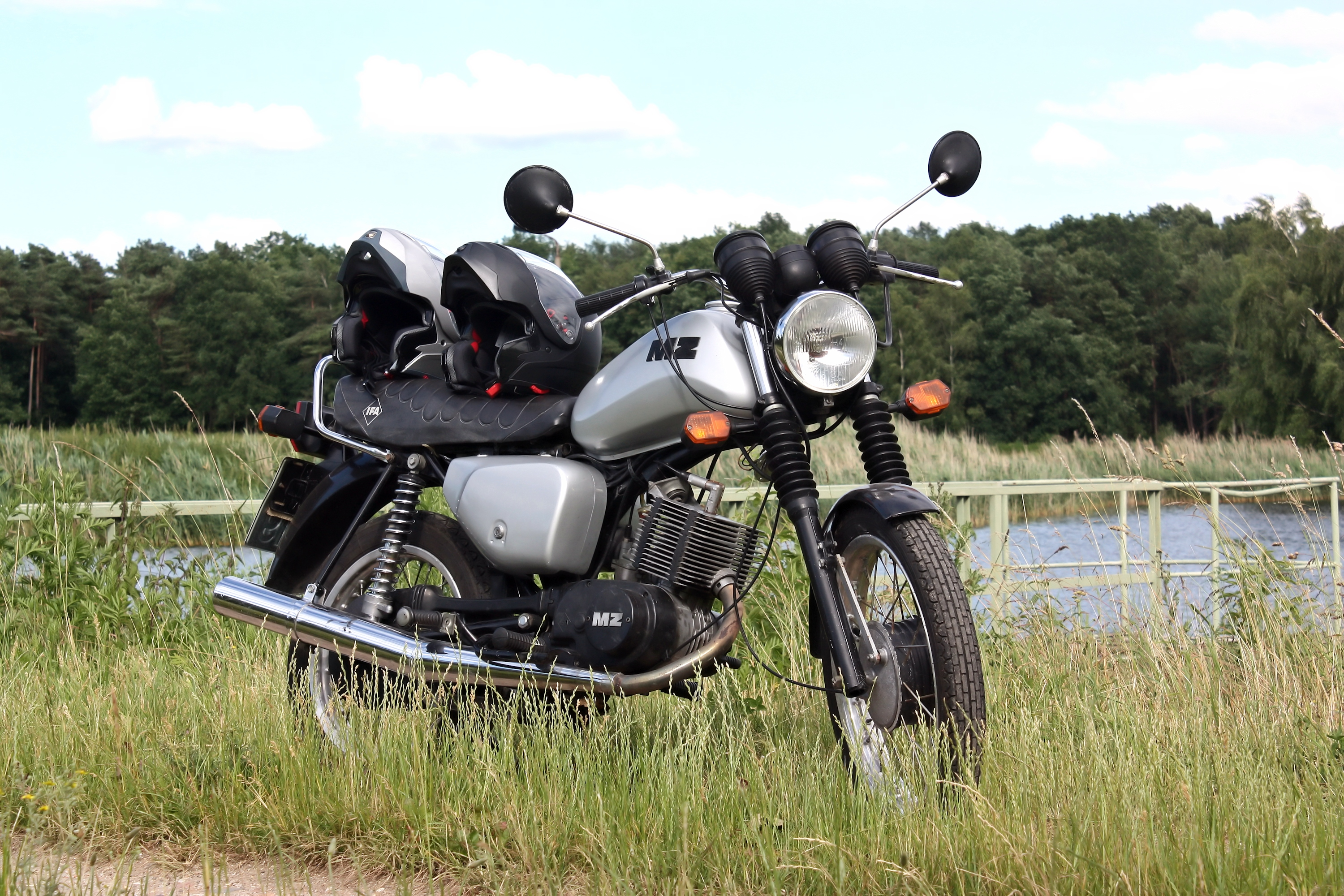
ETZ 150 (Baujahr 1989)

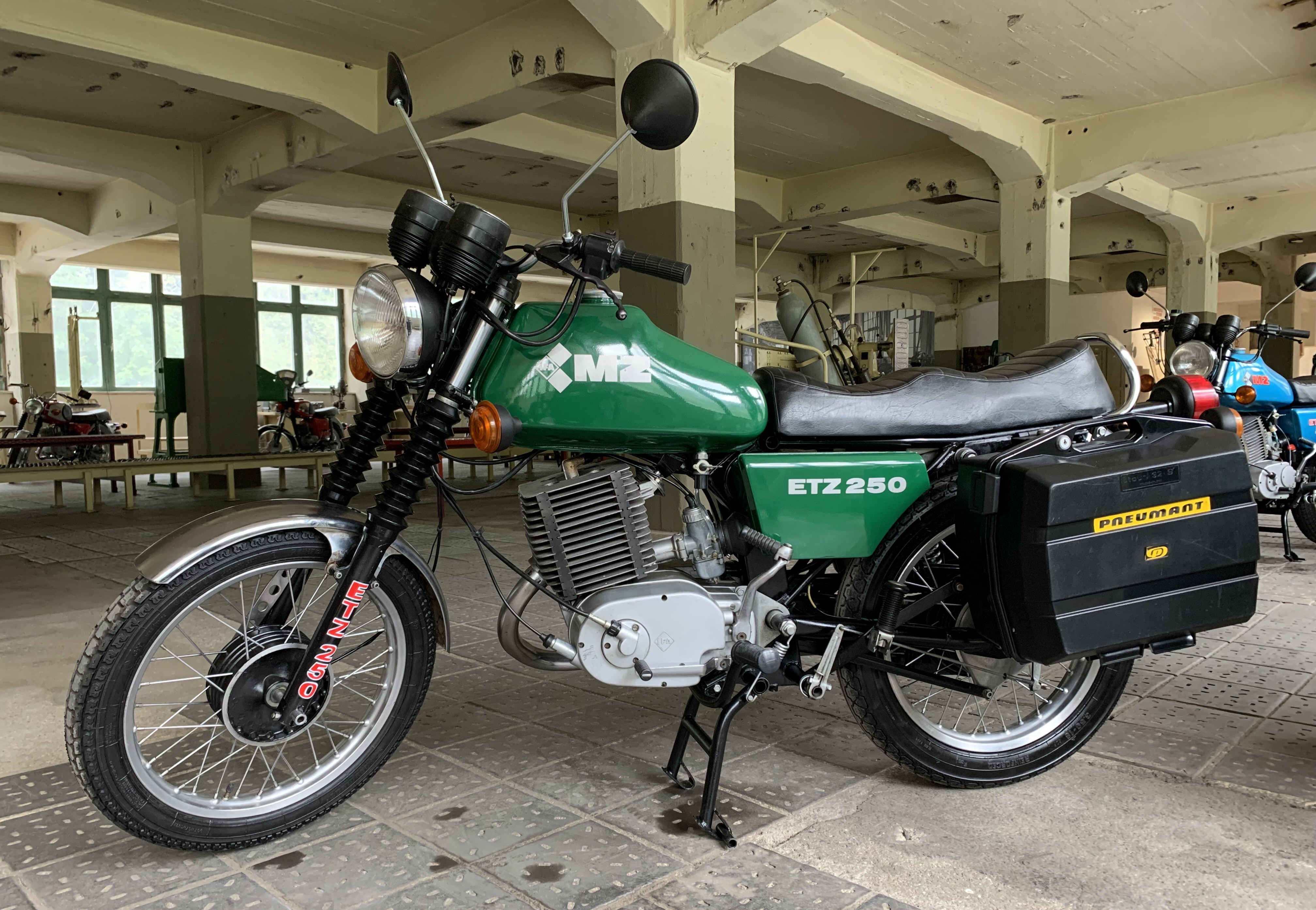
ETZ 250 mit Pneumant-Koffersystem

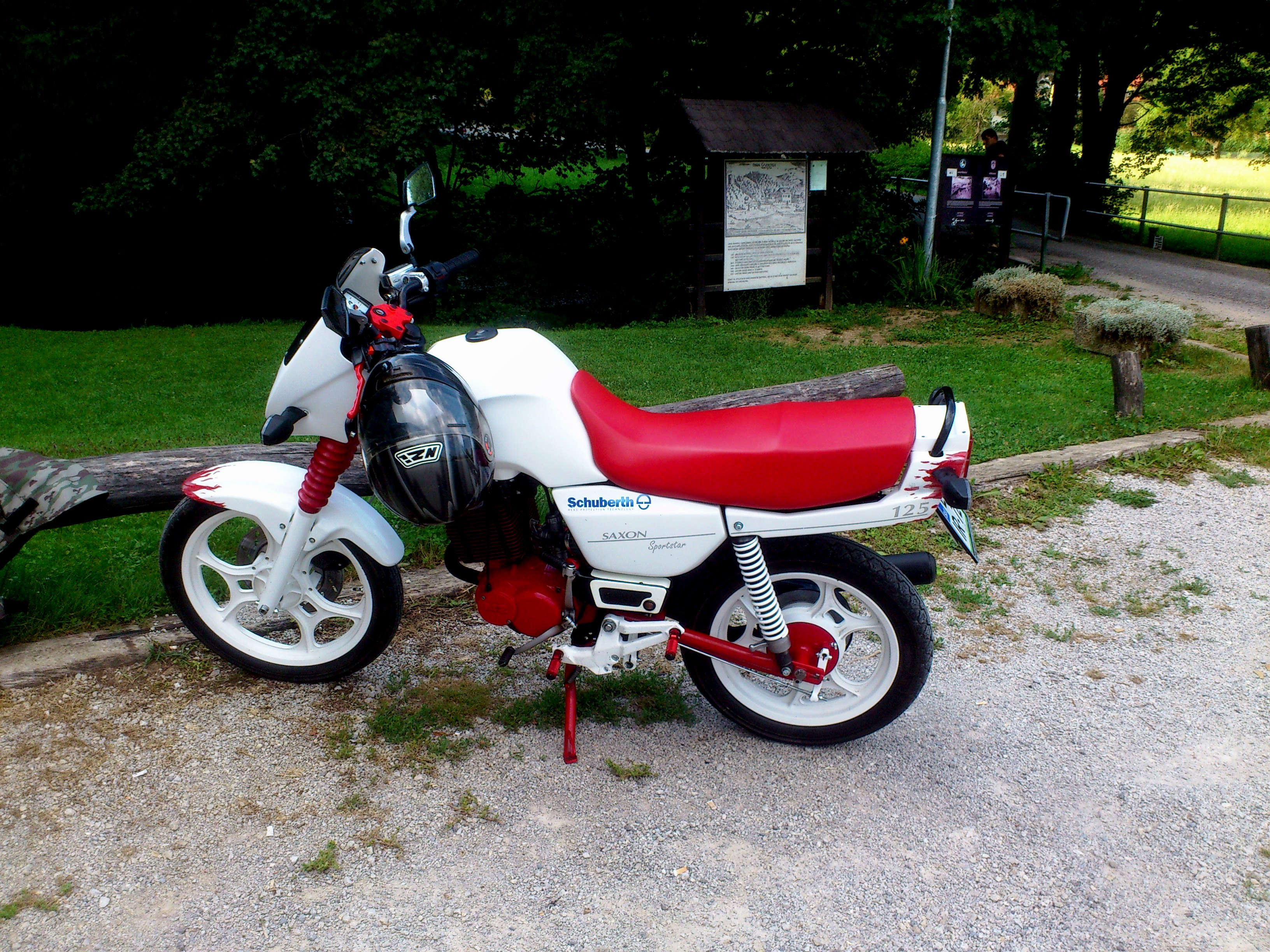
SAXON Sportstar
(Baujahr 1994)

Die Motorräder der Baureihe ETZ liefen beim VEB Motorradwerk Zschopau bzw. der Motorradwerk Zschopau GmbH zwischen 1981 und 1991 vom Band.
Das Kürzel steht herstellerseitig für „Einheits-Typ Zschopau“. Daneben ist auch die Interpretation der augenfälligen technischen Merkmale „Einzylinder, Teleskopgabel, Zentralkastenrahmen“ weit verbreitet.
Die Modelle unterscheiden sich unter anderem im Fahrwerksaufbau und wurden teilweise gleichzeitig gebaut. Erhältlich waren die Modelle – jedoch nicht alle gleichzeitig – in den Hubraumklassen 125 cm³, 150 cm³, 250 cm³ und 300 cm³. Charakteristisch für die ETZ waren elastische Zweitaktmotoren, ein sehr gutes Fahrwerk und eine hohe Wirtschaftlichkeit, weshalb sie auch außerhalb der DDR (zum Beispiel in Großbritannien) große Beliebtheit erlangte. Erstmals in der Firmengeschichte wurde für den Exportmarkt serienmäßig eine Getrenntschmierung angeboten (für den inländischen Markt nach wie vor Gemischschmierung). Weitere Neuheiten waren Einscheiben-Scheibenbremse vorn sowie eine 12-Volt-Elektrik.
Wie bei den meisten „großen“ MZ-Motorrädern war es möglich, dass es bereits ab Werk mit einem Beiwagen geliefert werden konnte. Dieser war mit wenig Aufwand auch für technisch Ungeübte abnehmbar, sodass das Fahrzeug als Motorradgespann oder als Solomaschine zu fahren war. – Dies setzte allerdings einen Gespannrahmen voraus. Es gab und gibt im Handel Umrüstsätze, um auch an einer Solomaschine einen Beiwagen zu montieren, dieser muss aber in den Papieren eingetragen werden.

Durch die MuZ Motorrad- und Zweiradwerk GmbH wurde die Baureihe (mit 123, 243 und 291 cm³ Hubraum) vorerst weiterproduziert. Es erfolgte eine optisch zeitgemäße Aufwertung, u. a. mittels Kunststoffverkleidungssteilen und -tank. Die mit dem 123 cm³-Zweitaktmotor ausgerüsteten Modelle wurden als SAXON Roadstar und SAXON Sportstar vermarktet und noch bis 1994 bzw. 1998 weiterproduziert.
Die mit dem 243 und 291 cm³-Zweitaktmotor ausgerüsteten Modelle wurden bis zum Verkauf sämtlicher Fertigungsanlagen der Zweitaktbaureihe 1994 an die türkische Kuralkan Motorlu Araçlar A.Ş. in Zschopau weiterproduziert und unter den Bezeichnungen SAXON Tour und SAXON Fun vermarktet.
In Istanbul wurden die Modellvarianten Classic, Tour und Fun unter dem Herstellernamen MZ Kanuni noch einige Jahre (wahrscheinlich bis 2001) gefertigt.
Bereits 1990 entschied man sich bei MZ dafür, das bewährte Fahrwerk nur geringfügig zu verändern und mit einem 494-cm³-Viertaktmotor von Rotax auszurüsten. – Hieraus entstand die ab 1991 produzierte Baureihe Saxon 500 R.

## Trivia
Die Beliebtheit dieser Motorräder war auch 2007 noch bemerkenswert: Im Sommer 2007 wurde die ETZ 250 bei einer Abstimmung des NDR mit großem Abstand zum „beliebtesten Motorrad Norddeutschlands“ vor der Konkurrenz, zu denen solche Motorradlegenden wie die Münch Mammut, Horex Regina, Honda Gold Wing und Harley-Davidson Fatboy gehörten, gewählt.